# Autorenkreis Historischer Roman Quo Vadis
Der Autorenkreis Historischer Roman Quo Vadis, 2002 gegründet und 2014 aufgelöst, war ein Zusammenschluss von bis zuletzt über 100 professionellen Schriftstellerinnen und Schriftstellern, die sich verschiedensten Ansätzen im Bereich Historischer Roman widmeten. Zu seinen Mitgliedern zählten unter anderen Rebecca Gablé, Derek Meister, Ulrike Schweikert, Horst Bosetzky, Wolf Serno.

## Geschichte
Der bundesweite Autorenkreis wurde 2002 von Ruben Philipp Wickenhäuser und Titus Müller ins Leben gerufen. Er sollte in erster Linie dem Erfahrungsaustausch seiner Mitglieder dienen und bot neben Mailinglisten und Diskussionsforum auch Teilnahme an Anthologien und Gemeinschaftsromanen sowie persönlichen Austausch auf regionalen Treffen. Höhepunkt war die „Historica“, die Jahreshauptversammlung, die mit Lesenacht und Rahmenprogramm jeweils in einer anderen Stadt von historischer Bedeutung stattfand.
Im Jahr 2004 erschien im Aufbau Verlag das erste Gemeinschaftswerk in Romanform von zwölf Autorinnen und Autoren: Die sieben Häupter. Im Jahr 2006 erschien der ebenfalls gemeinsam von zwölf Autoren verfasste, thematisch im England des 12. Jahrhunderts spielende Roman Der zwölfte Tag ebenfalls im Aufbau Verlag und 2008 im gleichen Verlag der Limes-Roman Das dritte Schwert.
Beim Jahrestreffen 2006 anlässlich der Literaturtage in Schwäbisch Hall wurden erstmals zwei Literaturpreise vergeben, die sich im Zwei-Jahres-Rhythmus abwechselten.
Der „Sir Walter Scott-Preis“ war der Literaturpreis des Autorenkreises für herausragende deutschsprachige historische Romane und teilte sich in Goldenen, Silbernen und Bronzenen Lorbeer auf.
Der Quo-Vadis Kurzgeschichtenpreis wurde für eine themengebundene historische Kurzgeschichte vergeben.
Der Autorenkreis löste sich 2014 auf.

## Sir-Walter-Scott-Preis
- 2006:[3]
  - Goldener Lorbeer: Markus Orths – Catalina
  - Silberner Lorbeer: Rebecca Gablé – Die Hüter der Rose
  - Bronzener Lorbeer: Peter Prange – Miss Emily Paxton

- 2008:
  - Goldener Lorbeer: Andreas Izquierdo – Der König von Albanien
  - Silberner Lorbeer: Wolfgang Mock – Simplon
  - Bronzener Lorbeer: Titus Müller – Das Mysterium

- 2010:
  - Goldener Lorbeer: Lukas Hartmann – Bis ans Ende der Meere
  - Silberner Lorbeer: Daniela Dröscher – Die Lichter des George Psalmanzar
  - Bronzener Lorbeer: Charlotte Lyne – Das Haus Gottes

- 2012:[4]
  - Goldener Lorbeer: Selma Mahlknecht – Helena
  - Silberner Lorbeer: Jürgen-Thomas Ernst – Anima
  - Bronzener Lorbeer: Marc Buhl – Das Paradies des August Engelhardt

## Quo-Vadis-Kurzgeschichten-Preis
- 2006:[5]
  - 1. Preis: Gabriele Krump – Amerika
  - 2. Preis: Ernst-Walter Hug – Fiat Lux
  - 3. Preis: Lothar Schwandt – Mein lieber Rudi

- 2007:
  - 1. Preis (500 €): Nessa Altura
  - 2. Preis (300 €): Rudolf Arnold
  - 3. Preis (200 €): Inez Corbi

- 2009:
  - 1. Preis honorierte Veröffentlichung im Aufbauverlag (400 €): Eva Wodarz-Eichner – Freiheit, schöner Götterfunken
  - 2. Preis (300 €): Alf Leue – Aristoteles
  - 3. Preis (200 €): Anne Bentkamp – Eine Uhr für Dürer

- 2011:[6] Die Geschichten der drei Preisträger wurden in der Anthologie Drei Tagesritte vom Bodensee, Gmeiner-Verlag, veröffentlicht.
  - 1. Preis (200 €): Claudia Schmid – Susannes Unbill
  - 2. Preis (150 €): Hans van Ooyen – Der Dekadenring von Konstanz
  - 3. Preis (100 €): Juliane Stadler – Der Zwölfte oder Der Sängerkrieger von Trossingen

- 2013:[7] Die Geschichten der drei Preisträger sowie weitere sieben aus der Longlist wurden in der Anthologie Engel Hexen Wiedertäufer, Waxmann Verlag 2013 (ISBN 978-3-8309-2992-5) veröffentlicht.
  - 1. Preis (300 €): Ella Theiss (alias Elke Achtner-Theiß) – Das Hurenkind
  - 2. Preis (200 €): Elke Weigel – Wenn die Weiber über ihre Sphäre steigen
  - 3. Preis (100 €): Kea Rogge – Die englische Zange

## Gemeinschaftswerke und Anthologien des Autorenkreises
- Titus Müller, Ruben Wickenhäuser (Hrsg.): Die sieben Häupter: Historischer Roman. Aufbau-Taschenbuch-Verlag, Berlin 2004, ISBN 3-7466-2077-5
- Ruben Wickenhäuser, Titus Müller (Hrsg.): Der zwölfte Tag: Historischer Roman. Aufbau-Taschenbuch-Verlag, Berlin 2006
- Kurt Uhlen, Malachy Hyde (Hrsg.): Das dritte Schwert: Historischer Roman. Aufbau-Taschenbuch-Verlag, Berlin 2008
- Olaf Kappelt (Hrsg.): Von Troja nach Berlin. Beiträge zum Sir Walter Scott-Preis. Berlin historica Verlag, Berlin 2006
- Günter Krieger (Hrsg.): Mönche, Meuchler, Minnesänger: Historische Anthologie.  Bookspot Verlag, München 2007
- Ruben Wickenhäuser (Hrsg.): Das steinerne Auge: Historische Anthologie. Bookspot Verlag, München 2009